# Portada/efemèride abril 5
Janet Rowley
« 4 d'abril · 5 d'abril · 6 d'abril »